# 江戸三箇寺
江戸三箇寺（えどさんかじ）は、江戸時代に関三刹の配下として江戸府内の曹洞宗の寺院を司った3箇所の寺院。江戸僧録、江戸触頭（ふれがしら）とも言う。

## 三観音
| 氏名   | 氏名 | 宗建年    | 所在地                      | 本尊       |
| ------ | ---- | --------- | --------------------------- | ---------- |
| 総泉寺 |      | 976年以前 | 東京都板橋区小豆沢3-7-9     | 釈迦如来   |
| 青松寺 |      | 1476年    | 東京都港区愛宕二丁目4番7号  | 釈迦牟尼仏 |
| 泉岳寺 |      | 1612年    | 東京都港区高輪二丁目11番1号 | 釈迦如来   |

## 概要
関三刹と共に曹洞宗の宗政を司り、江戸府内にある曹洞宗寺院を統括した。関三刹と同様、これらの任務は宗務庁に引き継がれたが、總泉寺以外の2箇寺は付属の学寮が発展して曹洞宗大学（駒澤大学）となった。